# 格蘭山 (維多利亞地)
76°59′S 160°58′E / 76.983°S 160.967°E
格蘭山是南極洲的山峰，位於維多利亞地的麥基冰川北岸，處於格蘭冰川以西，海拔高度2,235米，由英國探險隊發現，以隨隊的挪威海軍軍官命名。